# Natri borohydride
Bohydride natri hay natri bohydride, tetrahydroborat natri hoặc natri tetrahydroborat là một hợp chất vô cơ có công thức hóa học NaBH4. Ở nhiệt độ phòng, nó là chất rắn màu trắng, thường gặp dưới dạng bột, là tác nhân khử chuyên ngành được sử dụng trong sản xuất dược phẩm cũng như các hợp chất hữu cơ và vô cơ khác. Nó hòa tan trong metanol và nước, nhưng phản ứng với cả hai khi không có mặt base.
Hợp chất này được H. I. Schlessinger phát hiện trong thập niên 1940, khi ông là người dẫn đầu nhóm phát triển các loại bohydride kim loại cho các ứng dụng thời chiến.

## Tổng hợp
Bohydride natri được điều chế bằng phản ứng của natri hydride với trimetylborat ở 250–270 ℃:
B(OCH3)3 + 4NaH → NaBH4 + 3NaOCH3
Nó cũng có thể tạo ra từ phản ứng của NaH với thủy tinh bosilicat dạng bột
NaBH4 có thể được tái kết tinh bằng cách hòa tan trong diglyme (ete bis(2-methoxyethyl)) ấm (50 ℃) sau đó làm nguội dung dịch.

## Phản ứng

### Các ứng dụng tổng hợp hữu cơ
Bohydride natri khử các andehit và xeton thành rượu, cũng như các dẫn xuất của các axit carboxylic hoạt hóa hơn như các acyl chloride và thiol este. Tuy nhiên, không giống như tác nhân khử mạnh hydride nhôm lithi, sử dụng duy nhất của NaBH4 với các điều kiện phản ứng vừa phải sẽ không khử các este, amit hoặc các axit carboxylic. Một ví dụ của sử dụng bohydride natri là sản xuất công nghiệp của fexofenadin, trong đó có một công đoạn khử:

### Các tác nhân khử liên quan
Độ hoạt động của các tác nhân khử bohydride có thể được giảm đi bởi sự ổn định liên kết bo-hydride. Điều này có thể thực hiện bằng cách gắn một các nhóm lớn về mặt không gian hoặc các nhóm thu hút electron. Các nhóm axetyl (natri triaxetoxybohydride, (NaBH(OCOCH3)3) hoặc cyano (natri cyanobohydride (NaCNBH3)) đã từng được sử dụng cho mục đích này. Kết quả là chúng có ứng dụng trong phản ứng amin hóa khử. Tại đây, trung gian imin phải được khử chọn lọc trong sự hiện diện của vật liệu khởi động là anđehyt hoặc xeton.
Các tác nhân khử mạnh hơn có thể sinh ra bằng cách gây mất ổn định liên kết bo-hydride. Nó được tìm thấy trong các hợp chất như các siêu hydride (trietylbohydride lithi) và L-selectride (tri-sec-butylbohydride lithi)

### Các phản ứng khác

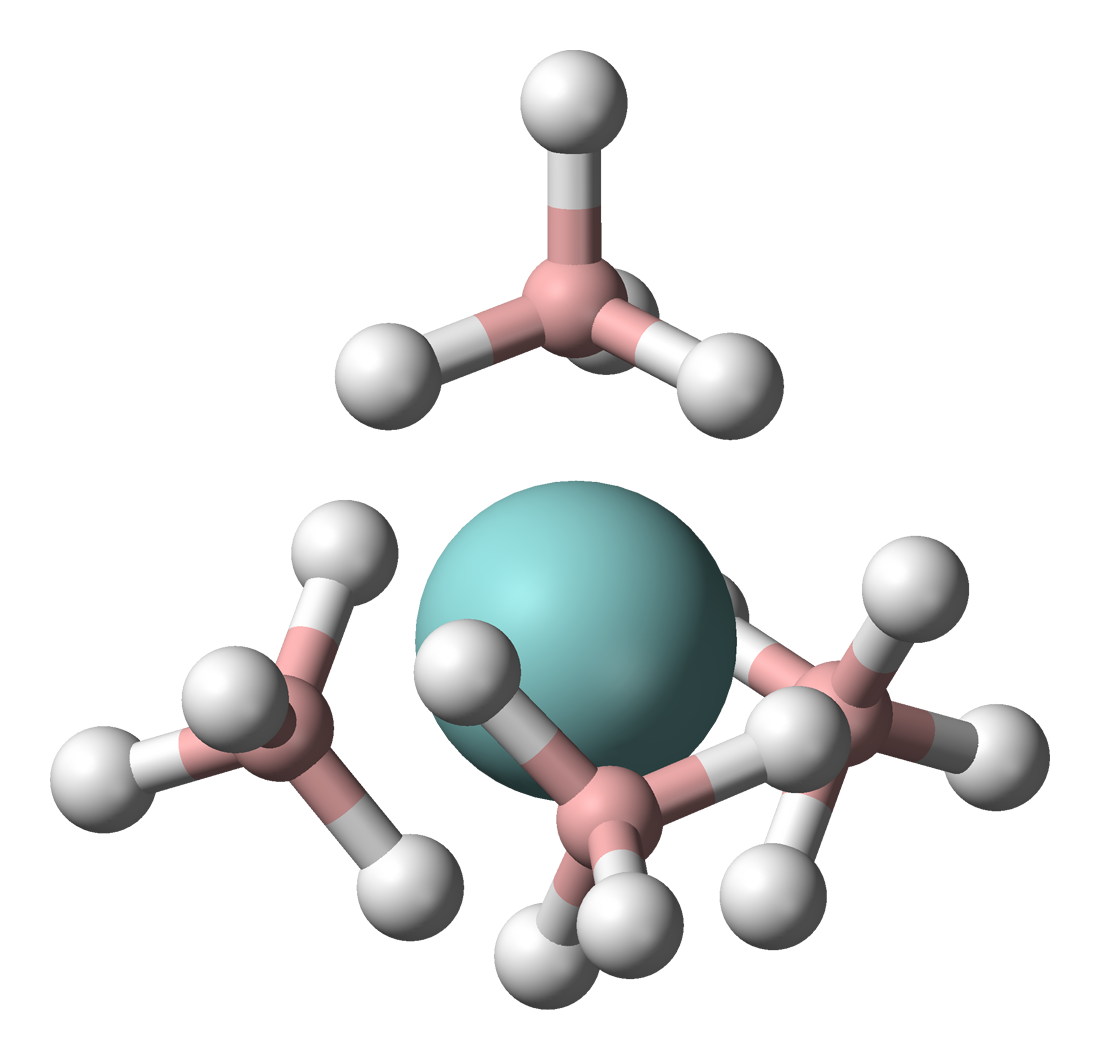
Mô hình cầu que của Zr(BH_{4})_{4}

oxy hóa NaBH4 bằng iod trong tetrahydrofuran tạo ra phức chất BH3-THF, có thể khử được các este. Tương tự như hệ NaBH4–MeOH, tạo thành bằng cách bổ sung metanol vào bohydride natri trong THF chảy ngược khử các este thành các rượu tương ứng, chẳng hạn benzyl benzoat thành rượu benzyl.
BH4− là một phối thể tốt cho các ion kim loại. Các phức chất bohydride như thế thông thường được điều chế bằng phản ứng của NaBH4 (hoặc LiBH4) đối với các halide kim loại tương ứng, chẳng hạn Zr(BH4)4.

## Tế bào nhiên liệu
Bohydride natri cũng được sử dụng trong các hệ thống tế bào nhiên liệu thực nghiệm. Là nhiên liệu, nó ít dễ bắt cháy và ít bay hơi hơn so với xăng nhưng có tính ăn mòn cao hơn. Nó tương đối thân thiện môi trường do độc tính thấp của các borat. Hydro được sinh ra cho các tế bào nhiên liệu bằng phân hủy có chất xúc tác trong dung dịch nước của bohydride:
NaBH4 + 2H2O → NaBO2 + 4H2↑